# Geoffrey Prommayon
Geoffrey Prommayon (Udon Thani, 25 oktober 1971) is een Nederlands voormalig betaald voetballer van Thais-Amerikaanse komaf die als verdediger speelde.

## Carrière
Prommayon speelde betaald voetbal van 1990 tot en met 2005. Hij begon zijn carrière bij PSV en werd begin 1991 verhuurd aan Sparta Rotterdam en in 1992 verhuurd aan FC Eindhoven. Van 1994 tot december 1995 speelde hij weer voor PSV. Van 1996 tot en met 2001 speelde hij in Tilburg bij Willem II. Zijn loopbaan sloot hij in 2005 af bij FC Eindhoven. In totaal speelde hij 322 wedstrijden waarin hij zeven doelpunten maakte. Zijn positie in het veld was verdediger.
Na zijn professionele loopbaan ging hij voetballen bij de amateurs van Blauw Geel '38 uit Veghel. Hier werd hij in het seizoen 2011/12 assistent-trainer. In 2013 ging hij bij PSV/av spelen waar hij in 2017 stopte. Hierna werd hij assistent-trainer bij PSV/av waar hij nog af en toe als speler mee deed.

## Persoonlijk
Prommayon werd in Thailand geboren als zoon van een Thaise moeder en een Amerikaanse beroepsmilitair. Zijn vader werd teruggeroepen naar de Verenigde Staten voor Prommayons eerste verjaardag. Prommayon verhuisde op zijn achtste met zijn moeder naar Nederland. Toen hij 27 was, schreef hij een brief naar het televisieprogramma Spoorloos met de vraag of die zijn vader konden opsporen. Het programma vond Elmo Blackman middels een Amerikaans veteranenarchief en haalde hem naar Nederland, waar Prommayon hem vervolgens voor het eerst ontmoette.

## In opspraak
In 2003 werd hij, samen met Yassine Abdellaoui en Adil Ramzi, opgepakt op verdenking van het witwassen van drugsgelden samen met een sigarenhandelaar uit Breda. In januari 2008 moesten Prommayon en Abdellaoui zich hiervoor verantwoorden voor de rechter. Ramzi werd niet vervolgd. Op 28 januari 2008 werd bekend dat Prommayon niet meer verdacht werd van witwassen, wel nog van heling van dertigduizend euro. In oktober 2010 werd hij door de rechtbank vrijgesproken van witwassen, maar wel samen met Abdellaoui veroordeeld tot een voorwaardelijke celstraf van twee maanden wegens heling van 38.000 dollar dat verdiend was met handel in xtc.